# Узкоколейная железная дорога Отворского торфопредприятия
Узкоколейная железная дорога Отворского т/пр — закрытая торфовозная узкоколейка колея 750 мм. Максимальная длина составляла 32 км. Год открытия: 1964 год. Год закрытия: 2020

## История
Отворское торфопредприятие было создано в 1964 году  в Котельничском районе Кировской области и одновременно строилась узкоколейная железная дорога. В 1968 году была начата массовая добыча торфа. Узкоколейная железная дорога строилась для вывозки торфа и перевозки пассажиров, для подвоза рабочих к торфяникам.

### Современное состояние
В 2012 году узкоколейная железная дорога действует, перспективы работы есть, дорога работает круглогодично и ежедневно, активное грузовое движение; транспортировка торфа - перегружают на широкую колею и вывозят в Киров и Шарью на ТЭЦ. Пассажирское движение - перевозка рабочих к торфяникам .
В 2020 году начата ликвидация железной дороги. К 2021 году ожидается полный демонтаж пути и списание подвижного состава. Два тепловоза ТУ4, самоходная электростанция ЭСУ2А и путеукладчик ГКП5 переданы на узкоклейную железную дорогу Каринского ТУ.

## Подвижной состав
Локомотивы:
- Тепловоз ТУ4 - № 1335, 1387, 2187, 2188, 2923
- Тепловоз-дрезина ТУ6Д - № 0201
- ЭСУ2А - № 436

Вагоны:
- Крытый вагон
- Вагоны цистерны
- Хопперы-дозаторы
- Вагоны платформы
- Полувагоны для торфа
- Узкоколейные пассажирские вагоны ПВ40
- Вагон транспортёр для перевозки крупногабаритной торфодобывающей техники.

Путевые машины:
- Снегоочистители
- Дрезина пожарная
- Путеукладчики ППР2МА